# أدب أندلسي
الأدب الأندلسي هو الأدب العربي الذي نشأ وتطوّر في الأندلس (شبه الجزيرة الإيبيرية) خلال فترة الحكم الإسلامي، من الفتح عام 92 هـ/711 م وحتى سقوط غرناطة عام 897 هـ/1492 م. يشمل هذا الأدب النتاج الشعري والنثري الذي كتبه العرب والمسلمون في تلك المنطقة، وقد تأثر بالعوامل السياسية والاجتماعية والثقافية المحيطة، وامتزج بالبيئة الأوروبية المحلية، مما أكسبه طابعًا مميزًا من حيث الأسلوب والمضمون.
اتسم الأدب الأندلسي بالاستمرار في تقاليد الأدب العربي في المشرق من جهة، وبالابتكار والتجديد من جهة أخرى، لا سيما في فنون الشعر مثل الموشح والزجل. كما شمل موضوعات متنوعة كالغزل والمديح والرثاء ووصف الطبيعة، وبرز فيه نثر الرسائل والمقامات والخطب. ويُعد هذا الأدب أحد أبرز أوجه ازدهار الحضارة الإسلامية في الأندلس، ومظهرًا من مظاهر التفاعل الثقافي بين الشرق والغرب. 

## الخلفية التاريخية
نشأ الأدب الأندلسي في سياق تاريخي خاص، ارتبط بالوجود الإسلامي في الأندلس الذي بدأ بفتح شبه الجزيرة الإيبيرية سنة 92 هـ/711 م بقيادة طارق بن زياد وموسى بن نصير، واستمر حتى سقوط غرناطة سنة 897 هـ/1492 م. وقد مرّت الأندلس خلال هذه الفترة بعدة مراحل سياسية متعاقبة، أثّرت جميعها على طبيعة النتاج الأدبي فيها، من حيث اللغة والأسلوب والموضوعات والدور الاجتماعي للأدب.
في بداية الفتح، ظل الأدب الأندلسي متأثرًا بنماذج الأدب العربي المشرقي، لا سيما من الحجاز والعراق، وذلك من خلال التواصل مع علماء المشرق وزيارات الحجاج الأندلسيين، فظهرت القصيدة التقليدية في أساليبها وأغراضها، مع استمرار التبعية الفنية للمراكز الثقافية في المشرق.
ثم ازدهر الأدب بشكل ملحوظ خلال عصر الدولة الأموية في الأندلس (138 هـ – 422 هـ / 756 م – 1031 م)، وخاصة في عهد عبد الرحمن الناصر وابنه الحكم المستنصر، اللذين دعما الحياة العلمية وشجعا الكتاب والشعراء، وأسسوا مكتبات كبيرة في قرطبة، التي أصبحت مركزًا ثقافيًا موازناً لبغداد في ذلك العصر. وظهرت في هذه المرحلة بوادر استقلال فني تدريجي في النتاج الأدبي المحلي.
بعد انهيار الخلافة الأموية وظهور دول الطوائف (422 هـ – 479 هـ / 1031 م – 1086 م)، زاد التنافس بين الإمارات الأندلسية على استقطاب العلماء والشعراء، مما أسهم في اتساع الحركة الأدبية وظهور أسماء لامعة في الشعر والنثر. كما عرف الأدب في هذه الفترة انفتاحًا فنيًا أدى إلى نشوء الموشحات والزجل، وارتباط الأدب بالموسيقى والغناء.
وفي عهد المرابطين والموحدين، خضع الأدب لبعض التحفظات، خاصة بسبب التوجه الديني المحافظ، لكنه استعاد تألقه لاحقًا مع ملوك بني نصر في غرناطة خلال القرنين السابع والثامن الهجريين، حيث برز شعر رثاء المدن والممالك، وازدهر التصوف والوجدانيات، وسط بيئة سياسية تتسم بالتقلص والانكماش التدريجي للوجود الإسلامي في شبه الجزيرة الإيبيرية.
واستمرت هذه الحركة الأدبية حتى سقوط غرناطة سنة 897 هـ/1492 م، الذي مثّل نهاية الحكم الإسلامي في الأندلس، وبداية مرحلة الشتات الثقافي، حيث انتقل كثير من الأدباء إلى شمال إفريقيا أو بلاد المشرق، حاملين معهم تراث الأندلس الشعري والنثري، مما ساعد على حفظه واستمراره في ذاكرة الأدب العربي.

## الفتح العربي
كان الفاتحون لإسبانيا من العرب لا يعرفون من الثقافة العربية إلا القرآن الكريم وعلومه، والشعر الغنائي المشرقي الذي كان ذائعاً أواخر القرن 1 الهجري. وكذلك كان شعر هؤلاء الفاتحين لا يخرج عن أن يكون فخراً بالأصل، أو تغنياً بالشجاعة في الحروب، أو حنيناً إلى الوطن الأم، أو بكاء على الشهداء في الفتوح. ولم يبق لنا من شعر هذه الفترة إلا أخباره ووصفه. وكان لانتشار الإسلام وحرص المشرق على سلامته في تلك البلاد النائية، أن رحل كثير من علماء الدين بعلمهم إلى إسبانيا، فنمت الدراسات الدينية وانتعشت، وتبنى الأمويون في الأندلس، لأسباب سياسية مذهب مالك بن أنس الذي نشره الأوزاعي وقامت مدرسة فقهية نشرت «الموطأ» لمالك. ويذكر منهم ابن حزم الأندلسي في دفاعه عن الأندلس: عيسى بن دينار (827)، وابن حبيب (852)، والعتبي (869) وابن مزين (872) والقطاني (882).
وقد تابع هذه المدرسة وسار على نهجها، تلاميذها: ابن لبانة (926)، وابن عيمان (941)، وابن اصبع (951) وأحمد بن سعيد (961) وأهمهم ابن عبد البر (1070). وحاول «بقي بن مخلد» (881) عبثاً عند عودته من المشرق، أن يدخل مذهب الشافعية. ويعد ابن حزم تفسير ابن مخلد أفضل من تفسير الطبري. ولكن مذهب الظاهرية أدخله ابن قاسم، وقواه المنذر بن سعيد البلوطي، قبل أن يشهره ابن حزم، الذي يعد العلم الأكبر في كل نواحي التأليف الأدبي، في النصف الأول من القرن 11 والذي يعد كتابه الفصل في الملل والأهواء والنحل المعروف بمجرد «الفصل» أكبر مصدر لمعرفة الفكر الديني في الإسلام، وغيره من الأديان المعروفة إذ ذاك.
وعرف الأندلسيون مذهب المعتزلة وعرفوا الفلسفة، تدل على ذلك كتب ابن مرة (931) ومدرسته. وذاعت علوم اللغة ولكن وفود «أبي علي القالي» (967) من العراق أنعش هذه الدراسات وكتابه «الأمالي» صورة لدروسه في جامع قرطبة، كما ألف كتاب «البارع» وكتاب «النوادر» وكان من معاصريه: الرياحي (968) وابن عاصم (992) وابن القوطية الذي درس النحو، وألف ابن سيده (1066) كتابه الأشهر «المخصص». وألف الأندلسيون في التاريخ خالطين بين التاريخ والأساطير أول الأمر، كما فعل ابن حبيب. ثم ألفوا حوليات على نسق كتاب الطبري الذي أكمله ابن سعد (980) بحوليات حديثة.

### التاريخ
ولكن أكثرهم كان يهتم بتاريخ إسبانيا، ويتبع التسلسل حسب الملوك والأمراء. وذاعت أيضاً كتب التراجم: تراجم للقضاة والأطباء والكتاب. وأهم نوع كان الذي يؤرخ منذ الفتح إلى عصر المؤلف، مثلما نجد عند الرازي (955)، وابنه عيسى، الذي نقل عنه ابن القوطية في «أخبار مجموعة»، كما نقل عنه ابن حيان في كتاب المقتبس من أنباء الأندلس المعروف بمجرد «المقتبس». وأهم مؤلف تاريخي في هذه الفترة هو كتاب «طبقات الأمم» لسعيد الطليطلي (1069) الذي ترجم فيه لليونان والرومان أيضاً.

### الجغرافيا
وأهم من ألفوا في الجغرافيا إلى جانب الرازي – الذي وصف إسبانيا وصفاً بارعاً (عثر على مخطوطه أخيراً) – هو أبو عبيد البكري (1094). وفي هذا العصر، ازدهر التأليف في الرياضة والفلك، وبتأثير العالم مسلمة المجريطي (1007). وازدهر الطب وعلوم النبات في عهد عبد الرحمن الثالث. ومن هؤلاء المؤلفين – أمثال الزهراوي (1013) – من عرفته أوروبا في القرون الوسطى. ولقد تأخر ظهور التأليف الأدبي، ويمكن أن نعد «العقد الفريد» لابن عبد ربه (940) أول مؤلف في الأدب الأندلسي، وإن كانت محتوياته مشرقية، ولكن هذا النوع من التأليف لم يذع، ولم يجد له في العصور القريبة منه من يقلده. وجاء قرطبة في إمارة عبد الرحمن الثاني، المغني العراقي «زرياب» (857)، فصبغ المجتمع كله بصبغة بغدادية، إذ كانت بغداد المثل المحتذى. وأدخل زرياب في البلاط وفي الحياة العامة تقاليد بغدادية عاشت طويلاً من بعده. ومنذ القرن التاسع، يمكن أن نقول أن العنصر العربي والعنصر الإسباني، الذين عاشا طويلاً يجهل كل منهما الآخر، قد امتزجا أخيراً فأوجدوا الفرصة لأدب عربي جديد كل الجدة. ويتجلى ذلك في شعرهم الجديد: الموشحات.

### الشعر الأندلسي
ولا نعرف إلا القليل عن الشعر الأندلسي في القرون الأولى للفتح، ولضياع المجموعات الأولى من الشعر، مثل كتاب الحدائق لابن فرج الجياني، يصعب علينا درس هذه الفترة. يقال أن سفير عبد الرحمن الثاني، يحيى الغزال قد كتب شعراً ملحمياً مستعملاً الأرجوزة، ويقال أن لتمام بن أمير، ولابن عبد ربه شعراً. ولكن الموشح في القرن 9 هو الشكل الأندلسي الأول في الشعر.
وكان أول أمره مقطعات منوعة القافية، وينتهي بخارجة في لغة رومانسية غير عربية، يمثل ازدواج اللغة في الشعر العربي لأول مرة، كما يمثل ازدواج الذوقين الفنيين، العربي والإسباني. وقد ظل الموشح غنائياً عربياً فصيحاً ولكن تنوعت فيه القافية، وزيدت الخارجة.
ولما كان اكتشاف المخطوطات في مجموعات الموشحات يأتي كل يوم بجديد، فإنه من الصعب أن ندرس الموشح درساً كاملاً. وبالرغم من ذيوعها، واستساغة بعض نقاد المشرق لها، فقد ظلت نوعاً ثانوياً لشعبيتها إلى جانب الأشكال العربية القديمة التي تنوعت قليلاً في بلاط خلفاء المغرب. وأهمية الموشحات تزداد عند المستشرقين اليوم، بسبب علاقة الشعر الشعبي الإسباني بأوليات الشعر الأوروبي عند الشعراء الجوالين «التروبادور».
وأهم من أثر في المغرب من شعراء المشرق، هو المتنبي الذي شرح ديوان ثلاثة من أعلامهم: الشنتمري، الأفليلي، وابن سيده. وقد احتذاه في تنويع وإجادة، شعراء بلاط قرطبة. وظل الشعر الرسمي حتى القرن 11 مقلداً ثم اتخذ لنفسه شخصية قوية جديدة. ولاشك أن خلفاء بني أمية شجعوا الأدب وعملوا على جمع الكتب: «مكتبة الحكم الثاني». ولجزيل عطائهم ظهرت طائفة من شعراء البلاط، أهمهم في هذه الفترة: «المصحفي» (982). ولكن الشعر الأندلسي الحضري يبدأ بابن دراج القسطلي (1030)، في عهد المنصور الذي أحرق مكتبة الحكم، خوفاً على الدين من العلم والفلسفة. ويعد البغدادي والرمادي من شعراء هذا النوع في هذه الفترة.
وتزعم ابن شهيد(1035) حركة شعراء من أصل ارستقراطي، قاومت الموشح لشعبيته وتعصبت للشعر الفصيح وللعربية الأصيلة. وتظهر أفكاره تلك في كتابه «التوابع والزوابع». ويعد ابن حزم في تحليله للشعر العذري في «طوق الحمامة» من تلاميذ هذه المدرسة، وإن تكن شاعريته أقل درجة. ولم يؤثر سقوط الخلافة وقيام ملوك الطوائف في الشعر، بل أنه على العكس وصل إلى ذروته.
وفي هذا العصر ازدهرت حركة جمع الدواوين والمختارات الشعرية ووصلتنا دراسة أيضاً عن الشعر في القرن الحادي عشر، نشرها المستشرق بيرس أخيراً وعلق عليها بدراسة وافية للشعر في القرن الحادي عشر. وإذا كان كل بلاط تخصص في حماية نوع من المعرفة، فالكل حمى الشعر. وعالج الشعر الكلاسيكي الجديد كل الموضوعات، وإن يكن الوصف، وصف الطبيعة والحيوان والإنسان، أكثر موضوعاته انتشاراً.
وشهر في قرطبة: ابن زيدون (1070) الذي تغنى بحبه لولادة بنت المستكفي (1095) التي كانت حياتها شعراً وألهمت شعراء إسبانيا، بل شعراء صقلية أيضاً، مثل ابن حمديس (1132). وفي بلاط المعتصم ظهر الشاعر ابن شرف (1139) وفي غرناطة شهر أبو إسحق الإلبيري (1069)، وابن عبدون (1134). وفي عصر المرابطين الذي يبدو أنه جمع شمل الدولة الممزقة، خمد الشعر، فقد كان أكثر اهتمامهم بالدين. وفي بلنسية وحدها نجد الشعر المتحرر الذي شاع أيام ملوك الطوائف، بينما بسط سائر الملوك رعايتهم على شعر مديح تقليدي. وفي بلنسية نجد شعر الطبيعة والغزل عند ابن خفاجة (1138)، وشعر الطبيعة والخمر عند ابن زقاق (1135).

## أيام الموحدين
أما أيام الموحدين، فظهر ابن سهل (1251) والرصافي (1177). وإلى سقوط غرناطة لم ينبغ إلا لسان الدين بن الخطيب (1374). وكان آخرهم ابن زمرك (1393) وكلاهما لا يعد من الطبقة الأولى في الشعراء. ولما شعر الأدباء بأفول نجم الشعر في الأندلس أخذوا في جمع تراثه: فابن بسام (1147) يؤلف «الذخيرة» والفتح بن خاقان يؤلف «قلائد العقيان»، وابن سعيد (1274) يستخلص من كتابه «المغرب»
«رياض المبرزين» ليؤرخ الشعر في الأندلس. وإلى أن انتهى (الجزر)، وخرج العرب من الأندلس، نجد من يحمل لواء الموشح مثل الأعمى الططيلي (1126)، وابن بقي (1145)، ويقود لواء الزجل ويصل به القمم الفنية الرائعة: الشاعر ابن قزمان (1159).
وقد انتعش الزجل بفضله، وألف فيه كثير من شعراء الفترة الأخيرة: أما النثر، الذي بدأ أندلسياً بابن شهيد وابن حزم، فإنه سرعان ما مال نحو تقليد المشرق. يدل على ذلك: «سراج الملوك» للطرطوشي (1126) وموسوعة البلوي (1207) وطائفة المقامات التي قلدت الحريري، مثل مقامات الشريشي (1222). وشجع الموحدون التأليف الديني والعلمي: ففي العلوم الدينية ألف ابن عاصم التحفة (1426)، كما ألف في اللغة البطليوسي (1185)، ولكن يلاحظ أن فريقاً من العلماء، أمثال ابن مالك (1274)، وأبو حيان (1344)، آثروا المشرق إذ نزحوا إليه بمؤلفاتهم. وذاعت كتب السيرة بعد القاضي عياض، فقد ألف في السير: ابن بشكوال، والضبي، وابن الأبار، وابن زبير.
وألف في التاريخ ابن سعيد المغربي كتابه المعروف «المغرب»، الذي اعتمد على كثير مما سبق في الميدان. وبرز في الجغرافيا: الإدريسي، وفي تأليف كتب الرحلات: ابن حامد الغرناطي (1169)، وابن جبير (1217) والعبدري في القرن 13. وازدهرت في القرنين 12 و13 العلوم، كالرياضة، والفلك، والصيدلة، وعلم النبات، والطب، وقد أثرت العربية في لغة ش إسبانيا، وتغلغلت في لغاتهم الدارجة، وأوجدت لهجات خاصة، لها أدب شعبي خاص، يدرس لأهمية أثره في شعر أوروبا في القرون الوسطى، ولدوره في شعر النهضة.

## الشعر الأندلسي
الشعر الأندلسي له طابع خاص في الخصائص لاسيما في الفنون الشعرية الذي امتاز بالوصف ورثاء الممالك الزائلة والاستنجاد بالرسول وكبار الصحابة ونظم العلوم والفنون والشعر الفلسفي، كما امتازت معانيه وأفكاره بالوضوح والبساطة والبعد عن التعقيد والتلميح إلى الوقائع التاريخية ولاسيما في رثاء الممالك الزائلة، أما ألفاظه وعباراته فقد كانت واضحة وسهلة والرقة والعذوبة وتجنب الغريب من الألفاظ واهتم بالصنعة اللفظية، وقد انتزع تصويره وخياله من البيئة الأندلسية الغنية بمظاهر الجمال الطبيعية وتزاحم الصور، أمابالنسبة للأوزان والقوافي فقد التزموا بوحدة الأوزان والقوافي بدايةً، ثم ابتدعواأوزانا جديدة لانتشار الغناء في مجالسهم ونوعوا في القوافي ومن ذلك الموشحات، من أشهر شعراء العصر الأندلسي هم أحمد عبد ربه، ابن برد، ابن هانئ الأندلسي وابن سهل الأندلسي الذي قال قصيدة المشهورة بالرداء الأخضر :

### مرحلة عصر الولاة
ويبدأ بالفتح ودخول الإسلام لهذه البلاد وبعد تعيين أول والي عليها من قبل بني أمية في المشرق، وبطبيعة الحال كان أدباء تلك الفترة من الوافدين المشارقة، لذلك اتسم شعر تلك الفترة بأنه مشرقي خالص بمعنى أن خصائصه هي خصائص الشعر المشرقي من حيث الموضوعات والأسلوب، فالموضوعات تقليدية من مديح ورثاء وهجاء...الخ
والأسلوب- كذلك- يسير على الاتجاه المشرقي من لغة وصور وبناء للقصيدة.
وكان من أبرز شعراء تلك الفترة: أبو الأجرب جعونة بن الصمة، وأبو الخطار حسام بن ضرار، وإن لم يصلنا غير القليل من أشعارهما.

### عصر بني امية
ويبدا بتولية عبد الرحمن الداخل (صقر قريش) الحكم، وبناء مجد لبني أمية على أنقاض مجدهم الضائع في المشرق على يد العباسيين.
وفي هذه الحقبة ظهر لنا أول جيل من الأندلسيين العرب، وإذا نظرنا لحالة الأدب لوجدناه متطبعا بالطابع المشرقي، فالشعراء يسيرون فيه على تقاليد المدرسة المشرقية المحافظة، غير ان هناك سمات ثلاث تميز شعراء تلك الفترة عن شعراء المشرق وهذه السمات هي:
1-التجديد الموضوعي، بمعنى طرق موضوعات جديدة أو موضوعات قديمة ولكن بطريقة جديدة، كمعالجة الشاعر أبي المخشي للعمى، إذا أصيب به بعد أن كان مبصرا فأخذ يصور حاله وحاله زوجه المتأثرة بما أصابه.
2-التركيز العاطفي: وهو تركيز الشاعر على عواطفه ونقلها عبر نصه الشعري.
3- التجويد الفني: ويعني ايصال المعنى بطريقة الإيحاء.
ومن ابرز شعراء تلك الفترة: عبد الرحمن الداخل، وأبو المخشي، وحسانة التميمية، والحكم بن هشام.
ولا يفوتني أن أذكر لك بانه في هذا العصر ظهرت لنا الموشحات كخطوة جديدة جريئة في عالم الشعر العربي.وقد مهد هذا الفن لظهور موضوعات جديدة نحو الخمريات، والغزل الشاذ، فالموشحات كما نعلم كانت مرتبطة إلى حد كبير بالغناء واللهو.وبذلك انتقل بعض الشعراء إلى مرحلة التجديد الشعري من طرق موضوعات جديدة نحو الخمريات، ووصف الطيعة، والزهد كرد فعل لظاهرة تفشي اللهو والمجونيات.
اما الأسلوب فقد حدث فيه تجديد كذلك من استعمال للأوزان القصيرة، ومن سهولة اللغة الشعرية، ومن استمداد الصور من الحياة الحضارية..الخ
3- عصر ملوك الطوائف:
ويبدأ من انتهاء حكم بني أمية أثر الفتنة القرطبية التي ألحقت الدمار بكل شيء في قرطبة رمز العلم والمجد انذاك.
وقد تميز هذا العصر بروح التنافس القوي بين ملوكه فأغلبهم كان محبا للعلم وللادب، بل منهم من كان يقرض الشعر كالمعتمد بن عباد ملك اشبيلية، وكان هؤلاءالملوك يزجلون العطايا للشعراء مما ساهم في تطور الشعر في تلك الفترة. وبسبب الاستقرار المادي والحضاري والعلمي وجدنا بعض الشعراء يعود مجددا للأسلوب الشعري القديم مع ربطه بالحضر، فظهر لنا أصحاب الاتجاه الوسطي أو المحافظ الجديد، وكان منهم ابن زيدون، وابن خفاجة، وغيرهما كثر.
وهذا أبرز ملامح الأدب الأندلسي وأبرز اتجاهاته الادبية.
وإذا أردت المزيد فيمكنك الرجوع إلى الكتب التالية:
- الأدب الأندلسي من الفتح إلى السقوط، لأحمد هيكل
- الأدب الأندلسي (عصر الإمارات) لإحسان عباس
- الأدب الأندلسي عصري الطوائف والمرابطين لأحسان عباس.
- وصف الحيوان في الشعر الأندلسي، عصر الطوائف والمرابطين للدكتور حازم عبد الله خضر

الشعر الأندلسي: ظل الشعر الأندلسي أول ألأمر يقتفي آثار الشرق وينسج على منواله باعتبار أن هذا الأخير كانت له مكانته المرموقة في قلوب الأندلسيين لأنه مهبط الوحي ومصدر الحضارة ومهد الفكر العربي المبدع.وهذا ما يفسر استشراف كبار الشعراء الأندلسيين وتطلعهم للتمثل بزملائهم المشارقة ومحاذاتهم بل والتكني بكناهم أيضا. وقد ظهرت آثار التقليد والمحاكاة جلية في شعر ابن عبد ربه وابن شهيد وابن دراج القسطلي...
ومن جانب آخر ظهرت حركة طبعها نوع من التحرر حيث لم يعد عمل الشعر قاصرا على الأغراض والمعاني القديمة بل انصرف إلى وصف البيئة الأندلسية وأحوالها وصفا لم يتردد مثله في الشعر العربي دقة ورقة وجمالا وخيالا حسب تقدير إحدى الرؤى النقدية. ومن أبرز شعراء هذه الحركة التجديدية ابن زيدون وابن عمار والمعتمد ومن المتأخرى ن ابن حمدين وابن خفاجة وابن الخطيب

## مؤلفات حديثة في الأدب الأندلسي
- الأدب الأندلسي من منظور إسباني (1991) تأليف الدكتور الطاهر أحمد مكي
- النثر الأندلسي في عصر الطوائف والمرابطين، تأليف الدكتور حازم عبد الله خضر
- وصف الحيوان في الشعر الأندلسي، عصر الطوائف والمرابطين، تأليف الدكتور حازم عبد الله خضر.
- فصول في الأدب الأندلسي في القرنين الثاني والثالث للهجرة (1971) تأليف الدكتور حكمت علي الأوسي.
- الأدب الأندلسي في عصر الموحدين (1976) تأليف الدكتور حكمت علي الأوسي.

## وصلات خارجية
- شعراء العصر الأندلسي من بوابة الشعراء
- شعراء العصر الأندلسي